# 悪いオオカミ

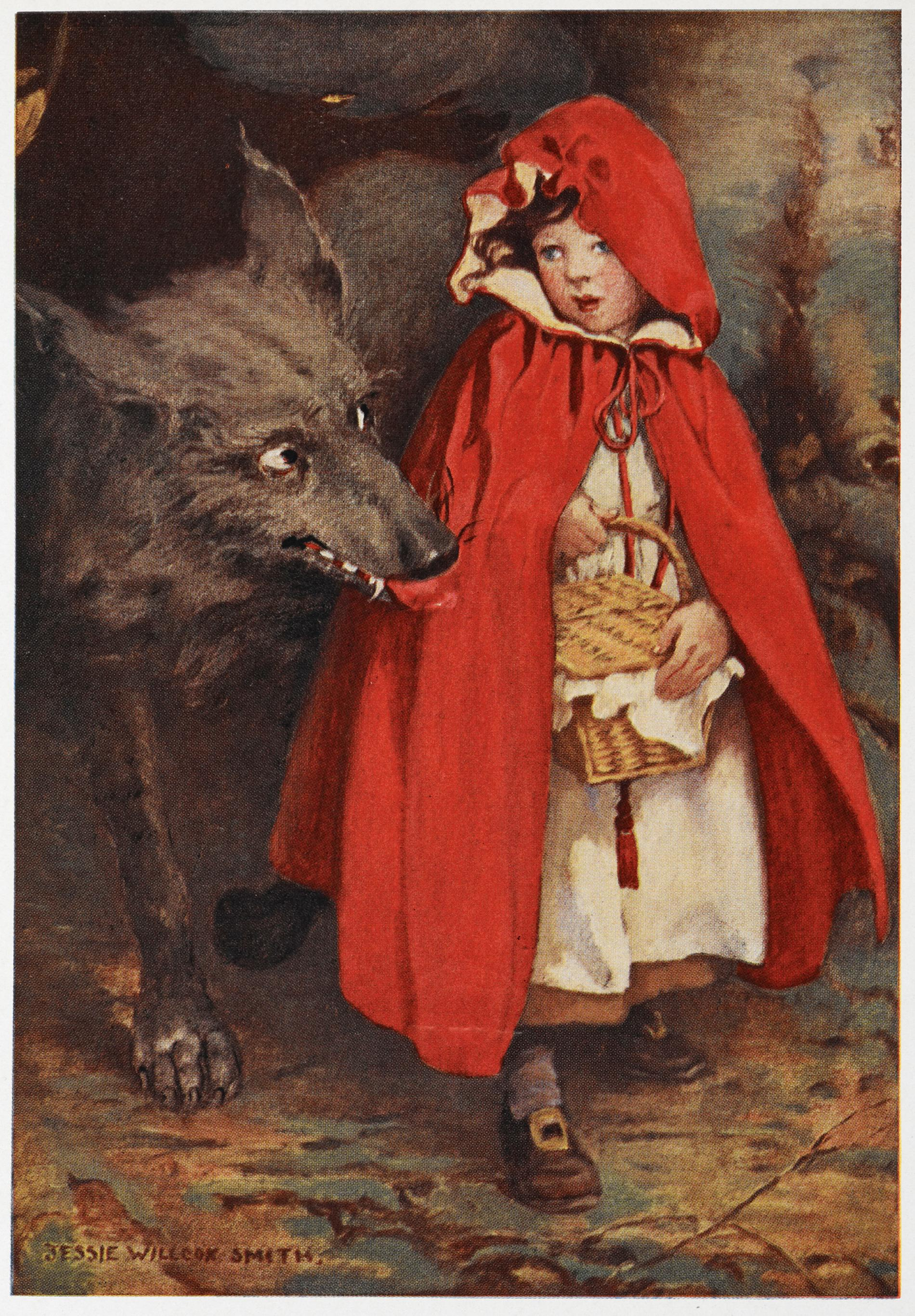
悪いオオカミと赤ずきんが描かれたジェシー・ウィルコックス・スミスによる1911年の作品

悪いオオカミ（わるいおおかみ、Big Bad Wolf,BB Wolf）はグリム童話などに代表される昔話や創作物語において道義的・道徳的な悪を演じるために物語上に配置されるステレオタイプのキャラクターの一種。代表的な物語として「赤ずきん」、「三匹の子豚」、「狼と七匹の子山羊」などがある。

## 背景

### 危険の象徴としてのオオカミ
オオカミは古代の神話や伝説上では恐れを抱かれつつも神聖視されていたが、中世欧州において捕食者であるオオカミは大きな脅威であり、身近な危険の象徴として捉えられるようになった。聖書では「良き羊飼い」の対比として「邪悪なオオカミ」が描かれ、18世紀のフランスの植物学者ビュフォンは『博物誌』の中でオオカミについて「不快で、下品で、野蛮。ぞっとするような鳴き声、耐え難い臭い。邪悪な本性、獰猛な習性。生きている間は有害で憎らしく、死んだ後は役たたず」と評していた。一般的におとぎ話や昔話の中に登場するオオカミは恐ろしい捕食者として描かれると同時に最後は目論見に失敗し、間抜けな姿を晒す者として描かれる。こうした背景として狼男伝説の流行、ジェヴォーダンの獣の噂の流布、当時有効な治療法が無かった狂犬病への恐れなど、様々な要因が挙げられるが、児童文学評論家の赤木かん子は、人々にとってオオカミがもっとも身近で怖い動物であったためとしている。また、カナダのカルガリー大学の動物学者ヴァレリウス・ガイスト(Valerius Geist)は、こうした寓話は当時本当にオオカミに襲われる危険性があり、気を付けなければならないという警告の意味を有していたとしている。

### ステレオタイプからの解放
しかしながらオオカミがほとんどいなくなり、警告の意味が薄れてしまった近現代においては「オオカミ＝悪者」という既成の概念を覆そうとする動きもみられている。物語自体にも変化がみられるようになり、例えば「三匹の子豚」に登場するオオカミはオリジナルのストーリーでは脅威や悪の象徴として描かれていたが、時代を経るにつれてクールで愛嬌のある肯定的なキャラクターへと変容している。1989年にジョン・シェスカが発表した『The True Story of The 3 Little Pigs!』は「三匹の子豚」のストーリーがオオカミ側の視点から再構成され、「オオカミ＝悪者」という既成概念からの解放を試みている。また、ユージン・トリヴィザスの『The Three Little Wolves and the Big Bad Pig』(1992年)では悪者のぶたにオオカミの家が破壊されるというストーリーを描いている。1967年に出版された『ぐりとぐら』では他の動物キャラクターと仲良くカステラを食べるオオカミが描かれており、1951年に刊行されたウクライナの民話をもとにした『てぶくろ』ではクマやカエルやウサギなどとともに手袋で暖をとるオオカミが描写されている。こうした変容についてNPO法人『絵本で子育て』センター理事長の森ゆり子は、「動物は他の生き物の命を食べて生きているし、食べなければ死んでしまう。人間も動物の肉を食べ、魚を食べ、他者の命をいただいて生きている。『３びきのこぶた』にしても、悪いオオカミがこぶたを襲ったということだけでなく、色々なことを感じてもらえればいい」と語っており、梅花女子大学児童文学・絵本センター長の香曽我部秀幸は現代においては滑稽で軟弱な従来のオオカミ像ではなく、エネルギーに満ちた孤高を保つオオカミ像が描かれていくべきとしている。

## 悪いオオカミの登場する作品例

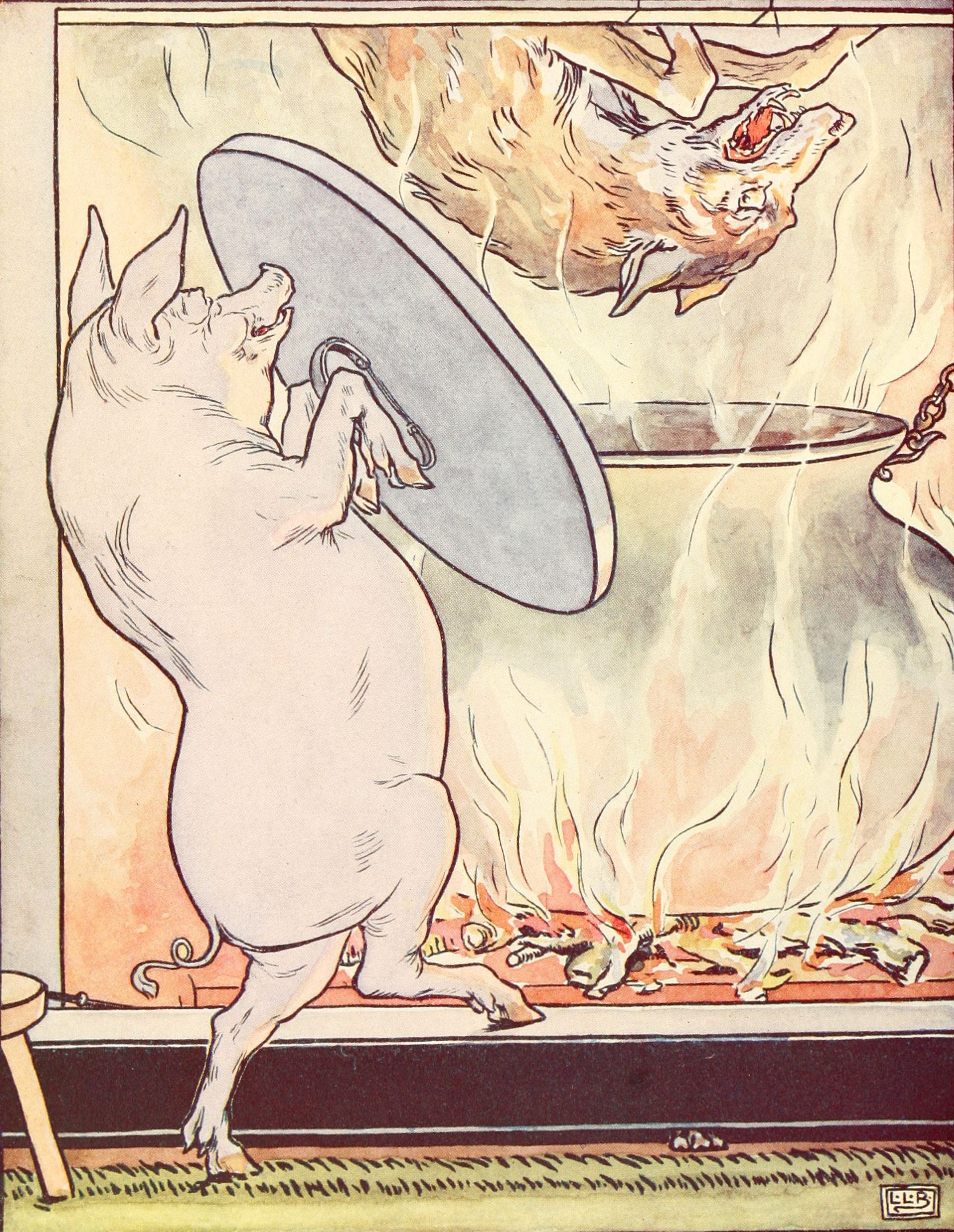
釜に落ちる狼

### 民間伝承・昔話

#### ペロー童話
フランスの詩人シャルル・ペローは、フランス・イタリア・オーストリアなどで伝えられていた口承の民話をまとめあげ、教訓を加えたうえで1697年に童話集として出版した。そのなかのひとつ『赤ずきん』において悪いオオカミが登場する。この中ではオオカミが赤ずきんを食べてしまうところで物語が終わっており、若い女性は男性に気を付けるようにという教訓が散文的に綴られている。

#### グリム童話

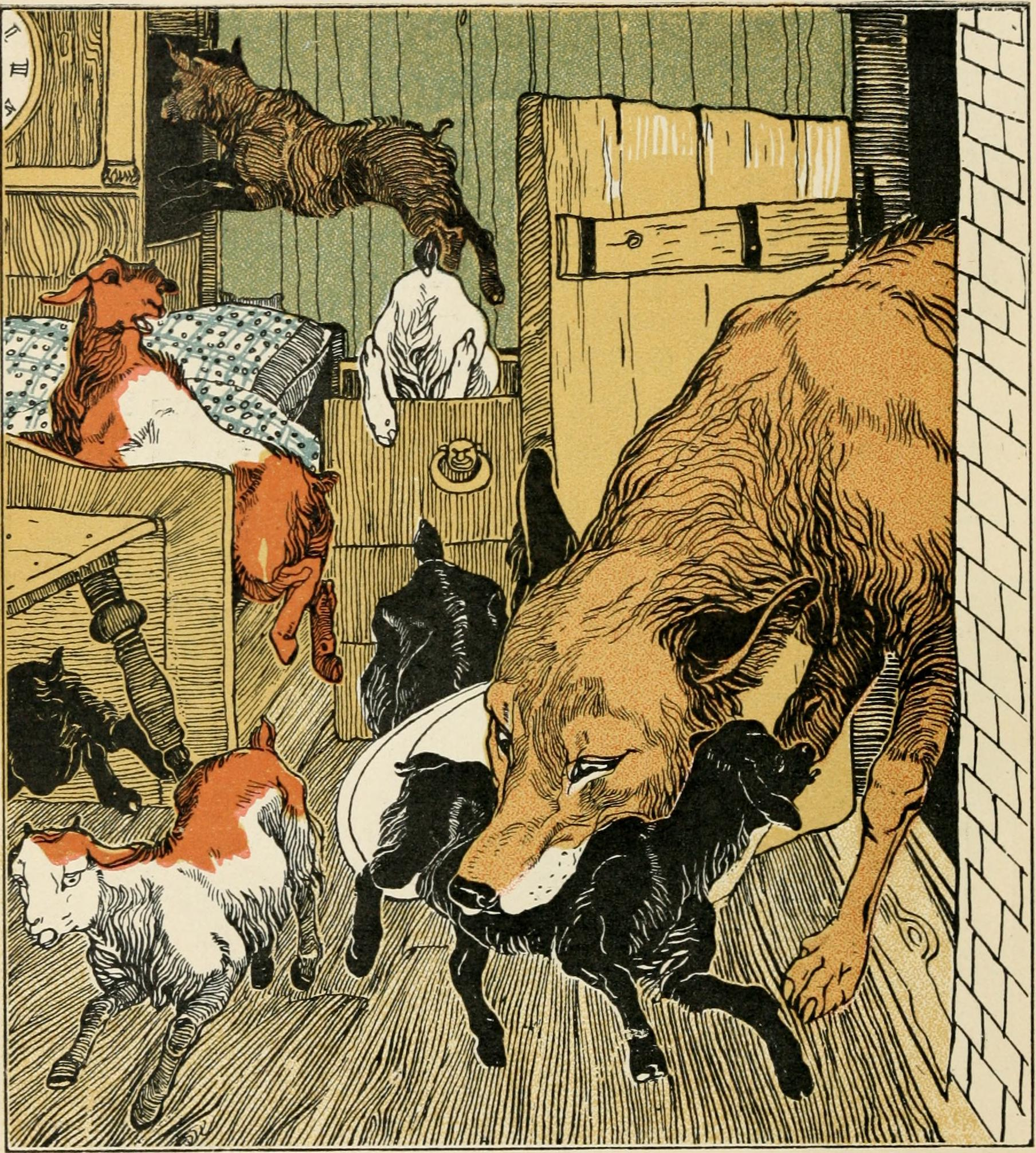
狼と七匹の子山羊

ドイツの民話収集家グリム兄弟が1812年から1857年にかけて刊行した『グリム童話』の中には『狼と七匹の子山羊』『赤ずきん』という物語の中で悪いオオカミが登場する。『狼と七匹の子山羊』では母親を騙る悪いオオカミに騙された仔山羊が六匹食べられてしまうが、末っ子がハサミでオオカミの腹の中から救出し、代わりに石を詰めてオオカミを溺死させるという物語になっている。『赤ずきん』はペローのものから結末が書き換えられ、『狼と七匹の子山羊』的な結末が付け加えられており、悪いオオカミに食べられた赤ずきんとおばあさんを猟師が腹の中から助け出すという展開が採られている。

#### 三匹の子豚
『三匹の子豚』はイギリスの民間伝承として伝えられていた物語を1842年にジェームズ・ハリウェル＝フィリップスが取り上げ、1898年に民俗学者ジョセフ・ジェイコブスが広く世に知らしめた物語であり、この中の悪役として悪いオオカミが登場する。三匹の子豚が家を建設中に悪いオオカミに襲われ、最初の二匹は食べられてしまうが、頑丈なレンガの家を作った最後の一匹はオオカミを返り討ちにし、逆に煮えたぎる鍋の中に落として食べてしまうという物語である。

#### ピーターと狼
ロシアの作曲家セルゲイ・プロコフィエフによって1936年に制作された交響的物語『ピーターと狼』では、少年ピーターの家で飼う家畜を狙って悪いオオカミが登場する。アヒルは丸呑みにされてしまうが、通りかかった狩人や小鳥たちとともにオオカミを退治し、アヒルを助け出すというストーリーになっている。1946年にはウォルト・ディズニーにより『ピーターと狼 (1946年の映画)』としてアニメ映画化された。

### ディズニー作品
ウォルト・ディズニーの作品として悪いオオカミが登場するのは、1933年5月27日に公開された短編アニメ『三匹の子ぶた』が最初で、シルクハットをかぶり、赤いズボンを履き、緑のサスペンダーと白い手袋を身に着け、変装を駆使して豚を襲う滑稽で狡猾なキャラクターとして描かれており、劇中では『ビッグ・バッド・ウルフ』と呼ばれている。この作品は人気を博し、ウルフをメインキャラクターに据えた作品として1934年には『赤ずきんちゃん』が、1936年には『オオカミは笑う』が、1939年には『働き子ぶた』が公開された。ストーリーは基本的に、ウルフの悪だくみを主人公が機知に富んだ思考によって華麗に逆転するというものであった。ウルフはディズニーの代表的な悪役として他の作品にもしばしばカメオ出演しており、『ミッキーのポロゲーム(1936年)』、『うさぎとかめと花火合戦(1936年)』、『ミッキーのクリスマスキャロル(1983年)』、『ロジャー・ラビット(1988年)』などに登場しており、ゲーム版ではピートの手下としている。また既婚のようで複数の息子がおり、クラシック短編集では3人登場し、こちらは父親同様の悪ガキだが、『ハウス・オブ・マウス』内で放送された『リトルバッドウルフ』では「リトル」という息子が登場しており、こちらは前述の3人とは違い、良い子で子豚達と仲良く、父親のウルフに困り果てながらも話を聞くなど両者にとって中立な人物に描かれている。
紙面では1936年に新聞漫画として連載が始まり、1941年に『Walt Disney's Comics and Stories』に収録され刊行された。この作品は好評を博し、のちに悪いオオカミの息子を主人公に置いた『Disney's Li'l Bad Wolf』として作品化された。

### MGM作品
1942年、メトロ・ゴールドウィン・メイヤーのテックス・アヴェリーが監督した悪いオオカミをモチーフとしたアニメーション作品『うそつき狼』が公開された。作品は話題となり同年のアカデミー賞短編アニメ賞部門にノミネートされたが、ウォルト・ディズニーの『総統の顔(Der Fuehrer's Face)』がアカデミー賞を受賞した。性的描写や暴力的表現が多く含まれた本作品はディズニーほどの成功を収めることはできなかったがその後断続的に制作され、『ドルーピー』などにもそのキャラクターは受け継がれた。

### ロシアのテレビアニメ

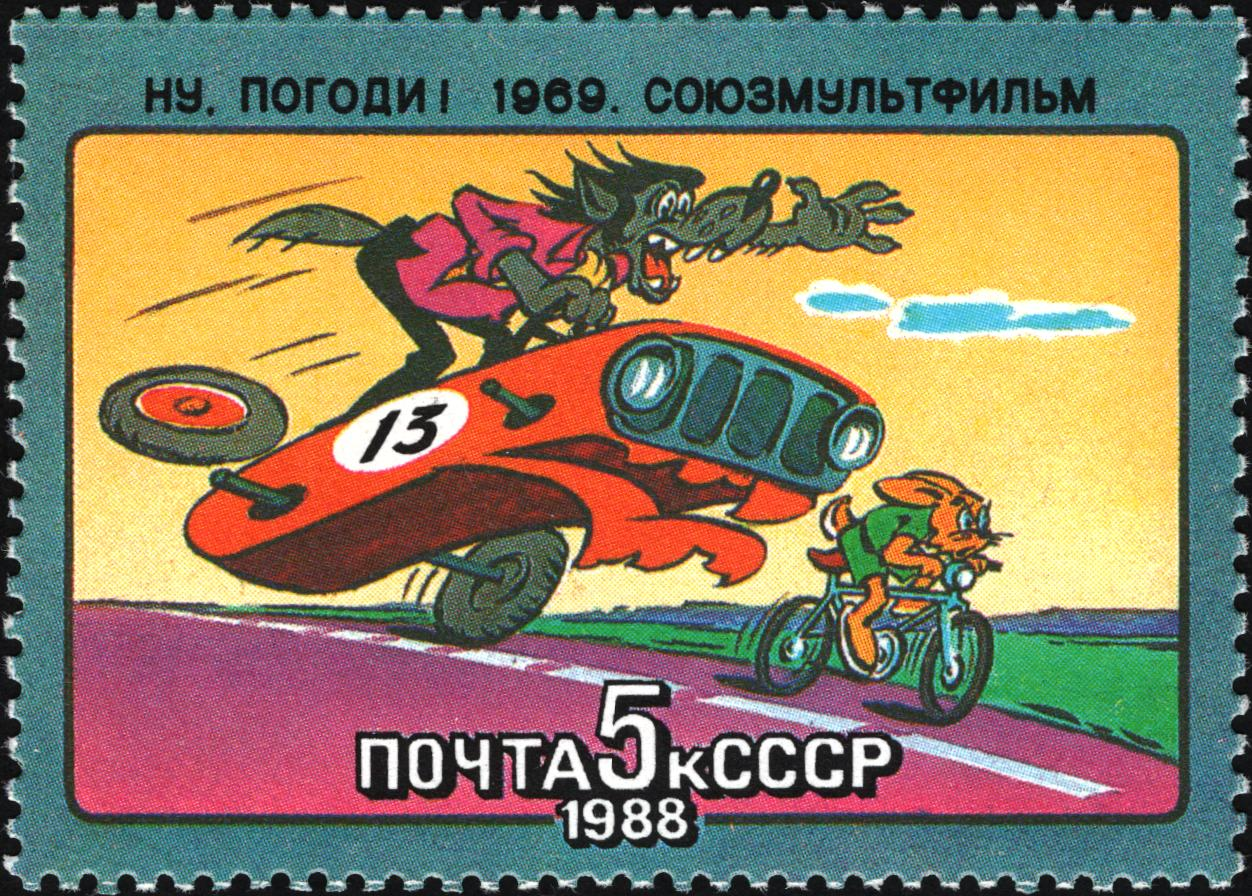
「ヌー、パガジー!」をモチーフにした切手（1988年発行）

ソ連およびロシアにおいて1969年から2012年にかけて放送された人気テレビアニメ『ヌー、パガジー!』(英題:Well, Just You Wait!)ではウサギを追いかける悪者という役回りで悪いオオカミが登場する。暴力をふるい、法律を破り、ヘビースモーカーであるフーリガンとして描写されるオオカミはさまざまな手段を駆使してウサギを捕まえようとするが、いずれも失敗に終わる様を描いている。タイトルのヌー・パガジー(Ну, погоди)は「今に見ていろ」という意味で、本作品のオオカミの決めセリフとして使用されている。パイロット版はジェナディ・ソコロスキーによって作成されたが、シリーズ自体はヴァチェスラフ・コチョノチキンが手掛けた。